# Isla de Lúbang
La isla de Lúbang es la mayor del grupo de islas de Lúbang, un archipiélago formado por siete islas situado al oeste del extremo norte de la isla de Mindoro en las Filipinas. Se encuentra situada 150 kilómetros al oeste de Manila.
Administrativamente pertenece a la provincia de Mindoro Occidental quedando repartida entre los municipios Looc, el este, y de Lúbang al oeste.

## Geografía
La isla (125 km²) se encuentra situada al noroeste de la isla de Mindoro rodeado por el Mar de la China Meridional y por el Pasaje de la Isla Verde, al este, donde se encuentran las islas de Ambil (26 km²) y al sudeste la de Golo (26 km²). Islotes adyacentes a Ambil son Malavatuán y Mandawig; el islote de Talinas está adyacente a la punta sudeste de Lúbang.
En núcleo de población más importante es la población de Lúbang situada al oeste de la isla. 

### Comunicaciones
El puerto de Tilik, único fondeadero seguro de la isla, se encuentra situado 13 km al nordeste de Lúbang.
Tiene líneas regulares que nos trasladan al puerto de Manila.

## Historia
Entre los años de 1966 y 1972 tuvieron lugar apariciones marianas en la isla de Cabra, situada al noroeste de Lúbang.